# Арташатский район
Арташатский район (арм. Արտաշատի շրջան) — административно-территориальная единица в составе Армянской ССР и Армении, существовавшая в 1930—1995 годах. Центр — Арташат.

## История
Район был образован в 1930 году под названием Камарлинский район. В 1945 году переименован в Арташатский район.
Упразднён в 1995 году при переходе Армении на новое административно-территориальное деление.

## География
На 1 января 1948 года территория района составляла 378 км².

## Административное деление
По состоянию на 1948 год район включал 1 посёлок городского типа (Арташат) и 22 сельсовета: Азатаванский, Айгестанский, Аревшатский, Башпалинский, Верин-Арташатский, Верин-Двинский, Верин-Новрузлинский, Востанский, Даларский, Даргалинский, Джаршенский, Зовашенский, Лусакертский, Масисский, Мрганушский, Мхчянский, Неркин-Двинский, Неркин-Камарлинский, Норашенский, Сабунчинский, Торпахкалинский, Чилаханлинский, Ювинский.

## СМИ
В районе с 1931 года на армянском языке издавалась газета «Հարվածաւին բրիգադ» (Ударная бригада). С 1933 года называлась «Հարվածաւին տեմպ» (Ударный темп), с 1935 — «Բոլշևիկյան կոլխոզ» (Большевистский колхоз), с 1953 — «Կոլխոզային կյանք» (Колхозная жизнь), с 1958 — «Արտաշատ» (Арташат).